# アーロン・レノン
アーロン・ジャスティン・レノン（Aaron Justin Lennon, 1987年4月16日 - ）は、イングランド・ウェスト・ヨークシャー州リーズのチャペルタウン出身の元サッカー選手。元イングランド代表。ポジションはMF。
イングランド国内において、最もスピードのある選手の一人であると考えられている。身長は165cmで、プレミアリーグに所属する選手の中で、もっとも低い部類に入る。イングランド、アイルランド、ジャマイカの血を引く。

## クラブ経歴

### リーズ・ユナイテッド
両サイドのウイングを務めることが出来る選手であるレノンは、リーズ・ユナイテッドFCでプロしてのキャリアをスタートし、2003年8月にホワイト・ハート・レーン行われ、1-2で敗れたトッテナム・ホットスパーFC戦で、16歳と129日というプレミアリーグの最年少記録となる若さでデビューを飾った。彼はそれまで、リーズが提携しているボストン・スパ・スクールで学習し、トップチームでデビューするまでの間は、リーズ・ユナイテッド・アカデミーに在籍していた。2001年の14歳の誕生日には、アディダスとスパイクのスポンサー契約を結び、最年少で契約を結んだ選手となった。レノンがリーズで記録した唯一のゴールは、2004年のボクシング・デーに行われ、3-2で勝利したサンダーランドAFC戦で決めたものである。兄のアンソニーもリーズのアカデミーに在籍していたが、トップチームに昇格することは叶わなかった。

### トッテナム・ホットスパー

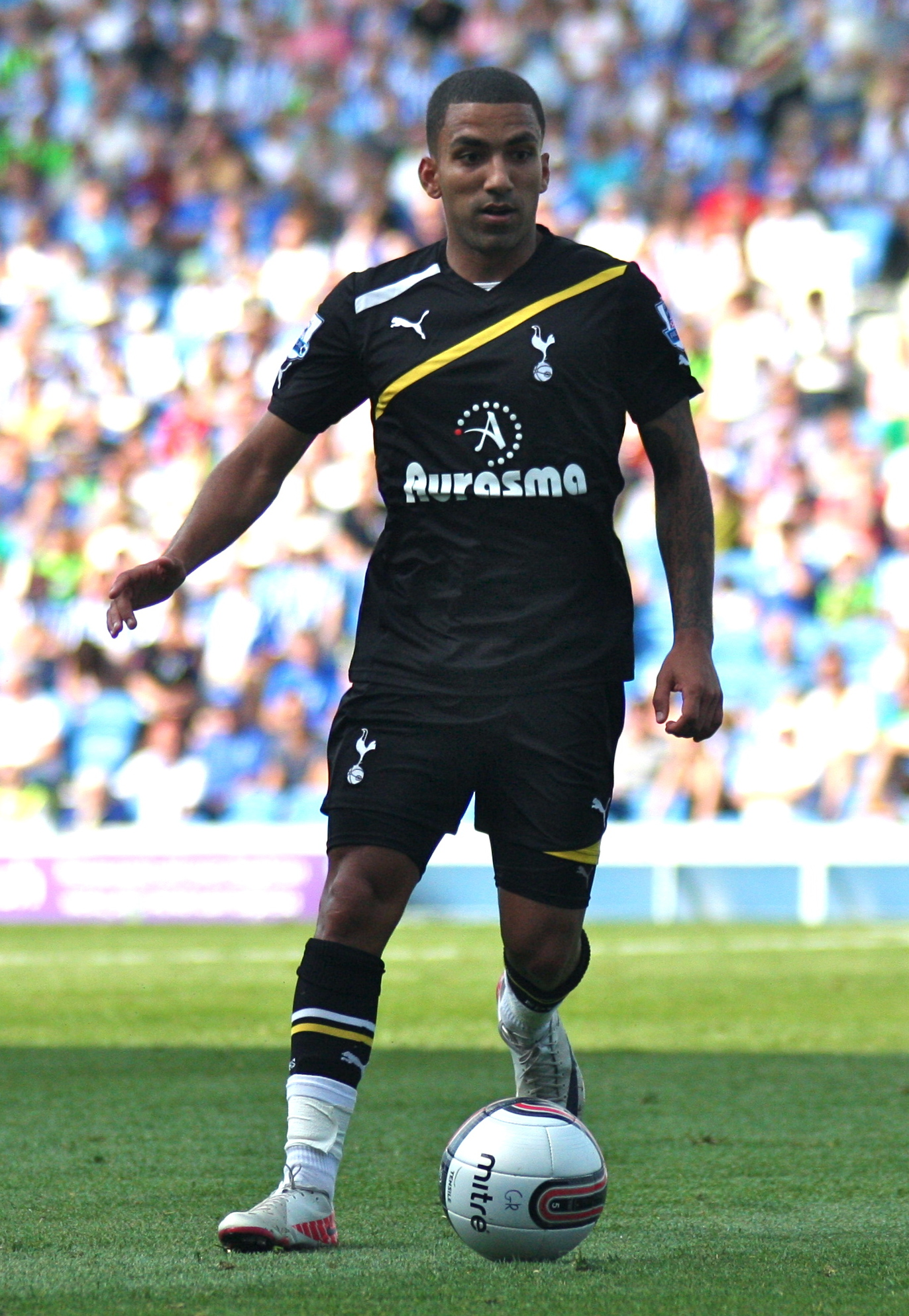
トッテナムでプレーするレノン

リーズは財政難に陥っており、レノンは、2005年の6月上旬に50万ポンドでトッテナム・ホットスパーFCに移籍することになった。スパーズでのデビューは2ヶ月後の8月に行われたチェルシーFC戦である。2006年3月18日にセント・アンドルーズ・スタジアムで行われ、2-0で勝利したバーミンガム・シティFC戦の後半開始早々にゴールを決め、スパーズでの初ゴールを記録した。トッテナムファンのお気に入りの選手として知られており、2008-09シーズンには、クラブのファン投票による年間最優秀選手に選ばれた。
2005-06シーズンと2006-07シーズンのPFA年間最優秀若手選手賞にノミネートされたが受賞は逃した。
2007年1月には、週給20,000ポンドでトッテナムと5年半の契約を結んだ。2009年3月には2014年まで契約が延長された。2008-09シーズンも活躍をし、PFA年間最優秀若手選手賞にノミネートされたが、アシュリー・ヤングが受賞した。
2009-10シーズンは、ウェストハム・ユナイテッドFC戦、バーミンガム・シティFC戦でゴールを決め、チームは4連勝で首位に立ち、リーグタイトルを獲得した1960-61シーズン以来の最高のスタートを切った。

### エヴァートン
2015年2月2日、出場機会を求めてエヴァートンFCへレンタル移籍。9月には完全移籍が決定した。
2017年2月11日のミドルズブラFC戦以降は欠場が続き、4月30日に道路で20分以上も立ち尽くしていたところを警察に保護され、そのまま精神病院に搬送された。ストレス性疾患の治療中と発表されたが、7月には復帰を果たした。

### バーンリー
2018年1月23日、バーンリーFCへ完全移籍。

### カイセリスポル
2020年9月2日、カイセリスポルへ完全移籍。

### バーンリー復帰
2021年8月25日、バーンリーと1年契約を結んだ。バーンリー退団後の2022年11月15日、現役引退を発表した。

## 代表経歴
2005年10月に初めてU-21イングランド代表に招集され、2006年5月8日には、A代表での出場経験はなかったものの、2006 FIFAワールドカップに臨むイングランド代表メンバーに選出された。
2006年5月26日にマデイスキー・スタジアムで行われたベラルーシ代表とのワールドカップに向けた調整試合には、B代表として出場し、1-2で敗れはしたものの、マン・オブ・ザ・マッチに選ばれた。A代表デビューとなったのは、6月2日に行われ、6-0で勝利したジャマイカ代表戦であり、後半から交代で出場した。
ワールドカップでは、グループステージ第2戦のトリニダード・トバゴ代表戦に交代で出場し、レノンとウェイン・ルーニーがピッチに入った後に、2ゴールを挙げ、イングランドは2-0で勝利した。識者やファンの中には、デイヴィッド・ベッカムではなく、レノンを起用するべきだとの意見を持つものもあった。準々決勝のポルトガル代表戦では、ベッカムの負傷により出場機会が回ってきたが、PK戦を前にジェイミー・キャラガーと交代した。
EURO2008予選のアンドラ代表戦では交代で出場し、ファーストタッチでピーター・クラウチの2点目をアシストした。
2007年3月24日のアンドラ代表戦で、初めてスターティングメンバーとして出場し、4日後のアンドラ代表戦でも再び先発メンバーに選ばれた。しかし、その後は2009年3月28日にウェンブリー・スタジアムで行われたスロバキア代表戦まで出場機会は与えられなかった。2009年4月1日に行われたウクライナ代表戦にもスターティングメンバーとして出場したが、両試合ともベッカムと途中交代した。
トッテナムで好調を維持していることもあり、親善試合のスロバキア代表戦とワールドカップ予選のクロアチア代表戦のメンバーに選出された。クロアチア代表戦では3アシストに加えPKを獲得するなど4得点に絡む活躍で、イングランドのワールドカップ出場が決まる試合の勝利に大きく貢献した。

## プレースタイル・評価
非常にスピードがあり、イングランド最高のドリブラーの一人である。トッテナムでは長年に渡って右サイドハーフのポジションを守ってきたが、トッテナムがレノンを獲得した際の移籍金はわずか50万ポンドであった。また、トッテナム・ホットスパーFC移籍時にはマンチェスター・ユナイテッドFCやリヴァプールFCと争奪戦になったことも明らかになっている。レノンについてフランク・アルネセンは、「私はPSVアイントホーフェンで、ロナウド、アリエン・ロッベン、ヤープ・スタム、ルート・ファン・ニステルローイといった選手たちの移籍に関わってきた。アーロンはその上を行くよ」と評価している。また、グレグ・アボットは「アーロン・レノンの才能に気づくにのは、3秒で十分だった。今や90分間、驚嘆の連続だ。彼はいつもサイドで相手選手を抜き去っていく。だが、私は4-2-3-1でセンター・フォワードをおいたトップ下でプレーできると思っているよ。彼の読みは、評価されているよりずっと素晴らしいからね。」と評価。ジョー・ジョーダンは、「まだまだ上手くなるよ。みんな彼がまだ25歳だってことを忘れているね。ウィンガーってのは試合に入っていくのが難しいんだ。だがアーロンは、どんどんその道を切り開いている。」と語り、さらにアンドレ・ビラス・ボアスも「彼の存在は非常に重要だ。時として彼の活躍は見過ごされることもあるが、自分のパフォーマンスがもう一段向上できると本人は分かっている」と評価している。

## 代表歴

### 出場大会
- イングランド代表
  - 2006 FIFAワールドカップ
  - 2010 FIFAワールドカップ

### 試合数
- 国際Aマッチ 21試合 0得点（2006年-2013年）[18]

| イングランド代表 | 国際Aマッチ | 国際Aマッチ |
| 年               | 出場        | 得点        |
| ---------------- | ----------- | ----------- |
| 2006             | 7           | 0           |
| 2007             | 2           | 0           |
| 2008             | 0           | 0           |
| 2009             | 6           | 0           |
| 2010             | 4           | 0           |
| 2011             | 0           | 0           |
| 2012             | 1           | 0           |
| 2013             | 1           | 0           |
| 通算             | 21          | 0           |

## タイトル

### クラブ
トッテナム・ホットスパー
- カーリング・カップ：2007-08
- プレミアリーグ・アジア・トロフィー：2009